# NGC 1021
NGC 1021 è una galassia a spirale intermedia situata nella costellazione della Balena, a una distanza di circa 269 milioni di anni luce dalla nostra Via Lattea.

## Scoperta
La galassia è stata scoperta il 15 gennaio 1865 dall'astronomo tedesco Albert Marth.

## Descrizione
NGC 1021 ha una classe di luminosità II-III.